# Horapollon
Horapollon (gr. Ὡραπόλλων) – grecki mędrzec żyjący w V wieku n.e. Był poganinem, został jednak przymuszony do przejścia na chrześcijaństwo po antypogańskim tumulcie wywołanym w latach 80. V wieku przez monofizyckiego patriarchę Aleksandrii Piotra Mongosa.
Napisał poświęcony hieroglifom egipskim traktat Hieroglyphica. Interpretował w nim znaki hierogliczne jako system pisma obrazkowego o znaczeniu symbolicznym, dając początek utrzymującym się aż do początku XIX wieku błędnym poglądom na temat pisma egipskiego.